# Zaurus
Le Zaurus est une série d'Assistants personnels construits par Sharp Corporation pour le marché japonais et fonctionnant sous le système d'exploitation Linux et OpenBSD.
Le Zaurus Linux est quant à lui le premier assistant personnel vendu avec le système d'exploitation Linux qui connaît un grand succès. En effet, son prédécesseur, l'Agenda VR3 n'avait connu qu'une courte carrière. Cet appareil n'a que le nom de commun avec les précédents Zaurus de Sharp ; il s'agit en effet d'une architecture matérielle et d'un système d'exploitation complètement différents. Sharp remplace ainsi son système d'exploitation propriétaire par un système libre qui lui évite de se rallier à Palm OS ou à Windows CE.
En France, et plus généralement dans les pays francophones, l'association Zaurusfr a pour but la promotion non commerciale quant à l'utilisation de cette gamme de PDA. 

## Les différents modèles

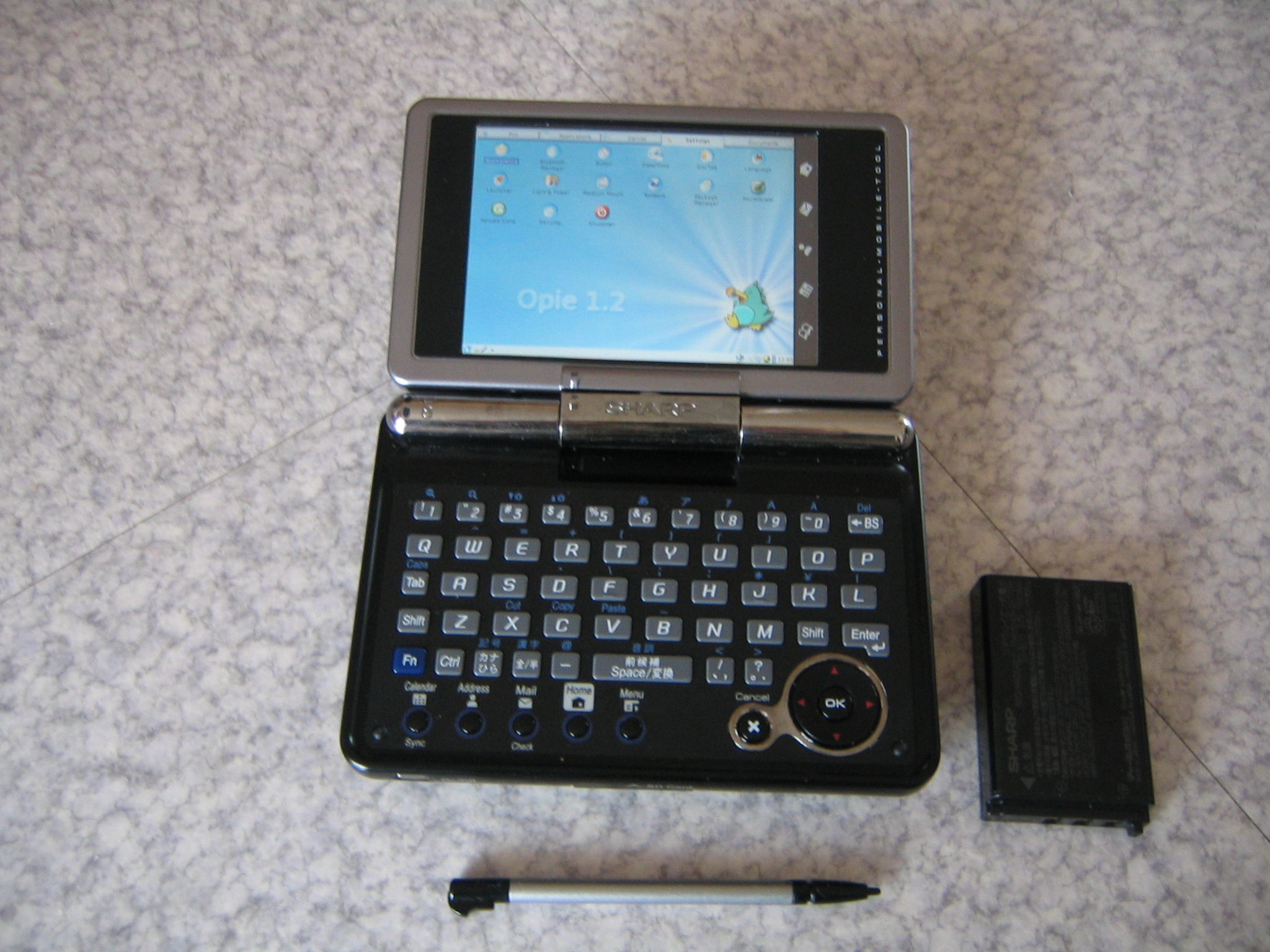
Sharp Zaurus SL-C3100 sous OpenZaurus et OPIE, avec un stylet et une batterie.

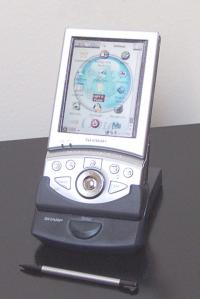
Le Sharp Zaurus SL-5500 (Collie) faisant fonctionner OpenZaurus et OPIE, avec son stylet et son support.

Il y en plusieurs, par ordre chronologique d'apparition :
- Fin 2001 : Le Zaurus SL-5000D. Officiellement destiné aux développeurs mais distribué par les circuits classiques de distribution, il est doté d'un processeur StrongARM à 200 MHz et de 32 Mio de mémoire vive (dont 16 Mio sont réservés au stockage des données de l'utilisateur et 16 Mio comme espace de travail des applications). Le système est stocké sur une Flash ROM de 16 Mio. Il est doté d'un clavier extractible, d'un port CompactFlash et d'un port SD Card. Il est vendu principalement aux États-Unis.
- Début 2002 : Le Zaurus SL-5500 (Collie). C'est la version grand public ; la mémoire a été augmentée pour atteindre 64Mo et certains éléments physiques (comme le stylet) ont été améliorés. Il est vendu principalement aux États-Unis, en Grande-Bretagne et en Allemagne.
- août 2002 : Le Zaurus SL-A300 (Discovery). Il est physiquement très différent des modèles SL-5X00 puisqu'il n'a ni clavier ni port CompactFlash (il est possible d'ajouter un coque externe pour ce dernier): Sharp a préféré en faire le plus petit des assistants personnels plutôt que de garder ces deux éléments. Le microprocesseur est un XScale d'Intel. Ce modèle est vendu exclusivement au Japon.
- Décembre 2002 : Le Zaurus SL-B500 est une évolution du SL-5500, équipée d'un processeur Intel XScale 400 MHz et de versions des logiciels plus récentes. Ce modèle n'est vendu sous ce nom qu'au Japon.
- Décembre 2002 : Le Zaurus SL-C700 (Corgy) est très différent des autres modèles. Il est équipé d'un clavier, et s'ouvre comme un ordinateur portable. Il est possible de pivoter l'écran pour le rabattre sur le clavier et avoir ainsi une position proche du SL-A300. Il est équipé d'un processeur Intel XScale à 400 MHz, d'un port CompactFlash et d'un port SD Card. C'est le premier Zaurus à être équipé d'un écran de 640×480 pixels.
- Date indéterminée : Le Zaurus SL-5600 (Poodle) est la version américaine du SL-B500.
- Mars 2004 : Le Zaurus SL-C6000 (Tosa) reprend les caractéristiques du SL-860, à ceci près qu'il est au format SL-5000 et qu'il dispose, en interne, d'une connexion Wi-Fi ou BlueTooth
- Novembre 2004 : Le Zaurus SL-C3000 (Spitz) reprend la forme des SL-C7x0 mais dispose d'un microdrive de 4 Go intégré. Il possède également une nouvelle version du processeur XScale d'Intel, le PXA-270, cadencé à 416 MHz. L'autonomie est également augmentée grâce à une batterie plus forte (1 800 milliampères)
- Mars 2005 : Le Zaurus SL-C1000 (Akita) est une variante du SL-C3000 sans disque dur interne, mais avec 128 Mo de mémoire flash.
- Juin 2005 : Le Zaurus SL-C3100 (Borzoi) est un mélange de SL-C3000 et SL-C1000. Il possède une mémoire flash de 128 Mo au lieu de 16 Mo et il possède un disque dur interne de 4 Go. De plus, le SL-C3100 est le premier Zaurus équipé d'un transformateur 100-240 V au lieu de 100 V uniquement (Japon). Cette machine est solide et peut tomber d'un mètre sur du béton (en veille et écran refermé sur le clavier) sans une égratignure ou un problème avec le disque dur (expérience personnelle).
- Mars 2006 : Le Zaurus SL-C3200 (Terrier) identique au SL-C3100 mais avec un disque interne de 6 Go.
- Février 2007 : SHARP met fin à la production des Zaurus. Des passionnés continuent cependant à adapter des systèmes et des logiciels pour le Zaurus.

## Logiciels
Les Zaurus SL sont livrés avec :
- Embeddix, version embarquée de Linux (licence GPL),
- Qtopia, interface graphique par Qt Software (licence GPL),
- Jeode, machine virtuelle Java par Insigna,
- Hancom Office, suite bureautique par Hancom (logiciel propriétaire et payant),
- Opera, navigateur web par la société éponyme.

La distribution Ångström fonctionne sur tous les modèles de Zaurus.